# Ivana Fajnorová
Ivana Fajnorová (* 2. prosince 1967 Brno) je česká politička, v letech 2010 až 2012 místopředsedkyně Strany zelených, v letech 2014 až 2018 zastupitelka města Brna, od roku 2010 starostka Městské části Brno-Jundrov a od roku 2006 zastupitelka této městské části.

## Život
Absolvovala na SPŠ chemické obor analytická chemie. Po studiu několik let pracovala jako asistentka ve Výzkumném ústavu vodohospodářském, kde se soustředila především na boj se znečišťováním povrchových vod. Následně se živila jako obchodní manažerka a konzultantka v personální společnosti.
Ivana Fajnorová je vdaná a má dvě děti, bydlí v Brně.

## Politické působení
Od roku 2006 je členkou Strany zelených.
Do politiky vstoupila, když v komunálních volbách v roce 2006 úspěšně kandidovala za SZ do Zastupitelstva Městské části Brno-Jundrov. Do roku 2010 byla opoziční zastupitelkou, ale v komunálních volbách v roce 2010 se jí nejdříve podařilo obhájit mandát (jakožto členka SZ na kandidátce subjektu "Zelená pro Náš Jundrov") a následně byla v listopadu 2010 zvolena starostkou Městské části Brno-Jundrov.
Pokoušela se dostat také do Zastupitelstva města Brna, ale nepodařilo se jí to ani v komunálních volbách v roce 2006 ani o čtyři roky později ve volbách 2010.
V listopadu 2010 byla na sjezdu Strany zelených zvolena 3. místopředsedkyní, když získala 101 hlasů (neměla protikandidáta). Tuto pozici zastávala do listopadu 2012.
V krajských volbách v roce 2012 kandidovala za Stranu zelených do Zastupitelstva Jihomoravského kraje, ale neuspěla. Zelení se totiž do zastupitelstva vůbec nedostali.
Dvakrát rovněž neúspěšně kandidovala za Stranu zelených v Jihomoravském kraji ve volbách do Poslanecké sněmovny PČR, a to v roce 2010 a v roce 2013. Zelení v těchto dvou volbách do Sněmovny nepronikli.
V komunálních volbách v roce 2014 byla zvolena za Stranu zelených do Zastupitelstva města Brna a navíc obhájila post zastupitelky Městské části Brno-Jundrov, když vedla tamější kandidátku SZ pod názvem "Zelená pro Náš Jundrov". V listopadu 2014 byla zvolena starostkou Jundrova pro druhé funkční období.
V krajských volbách 2016 kandidovala v Jihomoravském kraji na společné kadidátce Zelených a Pirátů do krajského zastupitelstva, ale neuspěla.
V komunálních volbách v roce 2018 znovu kandidovala za Zelené do Zastupitelstva města Brna (na 3. místě kandidátky), ale mandát zastupitelky města se jí tentokrát obhájit nepodařilo. Nicméně byla opět zvolena zastupitelkou městské části Brno-Jundrov, když z pozice členky Zelených vedla kandidátku subjektu "Zelená pro Náš Jundrov" (tj. Zelení a nezávislí kandidáti). V polovině listopadu 2018 se stala již po třetí starostkou městské části Brno-Jundrov.
V komunálních volbách v roce 2022 kandidovala z pozice členky Zelených za uskupení „Zelení a Žít Brno s podporou Idealistů“ do Zastupitelstva města Brna, ale neuspěla. Zároveň byla z pozice členky Zelených i lídryní kandidátky „Zelená pro Náš Jundrov“ do Zastupitelstva městské části Brno-Jundrov, mandát se jí podařilo obhájit. V polovině října 2022 se stala již po čtvrté starostkou městské části Brno-Jundrov.